# Pardsakorn Sripudpong
Pardsakorn Sripudpong (thailändisch ภาสกร ศรีผุดผ่อง, * 28. Oktober 1994), auch als Moss bekannt, ist ein thailändischer Fußballspieler.

## Karriere
Pardsakorn Sripudpong stand bis Mitte 2019 beim Zweitligisten Navy FC unter Vertrag. Für den Verein aus Sattahip bestritt er zwei Ligaspiele. Im Juli 2019 wechselte er zum Ligakonkurrenten BG Pathum United FC. Für Verein aus Pathum Thani spielte er zweimal in der Liga. Mit BG wurde er Ende 2019 Meister der Liga und stieg somit in die erste Liga auf. Nach dem Aufstieg verließ er den Klub und schloss sich dem Zweitligisten Kasetsart FC aus Bangkok an. Für den Zweitligisten stand er 19-mal in der zweiten Liga auf dem Spielfeld. Im Juni 2021 wechselte er zum Ligakonkurrenten Chainat Hornbill FC. Für den Verein aus Chainat bestritt er 18 Zweitligaspiele. Im August 2022 verpflichtete ihn der Erstligaabsteiger Samut Prakan City FC. Für den Zweitligisten aus Samut Prakan bestritt er 26 Zweitligaspiele. Zu Beginn der Saison 2023/24 wechselte er im Sommer 2023 zum Erstligisten Chiangrai United. Für den Verein aus Chiangrai bestritt er vier Erstligaspiele. Nach einer Spielzeit wechselte er im Juli 2024 zu seinem ehemaligen Verein, dem Zweitligisten Kasetsart FC. Für den Hauptstadtverein bestritt er neun Ligaspiele. Im Januar 2025 wechselte er zu dem ebenfalls in der zweiten Liga spielenden Trat FC.

## Erfolge
BG Pathum United FC
- Thailändischer Zweitligameister: 2018  ▲